# Спусковая (приток Утулика)
Спускова́я — река в России, протекает в Тункинском районе Бурятии. Левый приток Утулика.
Берёт начало из Чёртова озера. Течёт на юго-восток по горному ущелью. Длина реки составляет около 9 км.
Вдоль реки проходит популярный туристический маршрут (пеший или лыжный) на реку Утулик и далее на Снежную, Хара-Мурин, Патовое озеро и т. д.